# Villa Söderås

Villa Söderås är en stor villa uppförd 1912 vid Elfviks brygga på Lidingö. 
Villan var tidigare en del av företaget Villa Söderås restaurang, hotell & konferens. Sedan 2013 genomgår villan en omfattande restauration som förväntas vara klar 2020.  Villan låg 2021-22 ute till försäljning för 350-380 miljoner kronor.

## Historia
Villan uppfördes ursprungligen 1912 som sommarbostad av civilingenjören och ekonomidirektören Carl L. Laurin (1840-1917). Laurin var verksam inom bokförlaget P.A. Norstedt & Söner, son till grosshandlaren Gustaf Philip Laurin (1808-1859) och hans maka Emilia Norstedt. Tomten som byggnaden är uppförd på styckades av 1912 från Elfviks gård av dåvarande ägaren Albert Janse.
Villan, som ligger i en södersluttning med fri utsikt över Hustegafjärdens östra del, är en av Lidingös mest magnifika villor. En stor gräsplan och trädgård framför huset sträcker sig ända ner mot vattnet. Huset är ritat av sångaren och arkitekten Harald Falkman i så kallad jugendstil med drag av säteritak, d.v.s. valmat tak som är brutet av ett lågt vertikalt parti, som var populärt i början av 1900-talet och påminner också i stil om många av de större villor som ritades av arkitekt Jacob J:son Gate runt 1908-10 när Lidingö villastäder byggdes upp. 
Fastigheten kvarstod i familjen Laurins ägo fram till 1954 då den såldes till violinisten Andor Neufeld och hans hustru Svea som drev ett privat sjukhem i villan fram till 1966 då den såldes till Sveriges Kreditbank. År 1974 övergick Kreditbanken i PKbanken, numera Nordea, som använde villan som kurs- och konferensanläggning för bankens anställda. År 1977 uppförde banken en fristående större hotellbyggnad bakom den ursprungliga villan med ett 40-tal hotellrum. Från 1993 drevs anläggningen av Cristina Romell, anställd i Nordea, genom sitt privata bolag Villa Söderås AB. År 2003 köpte Romell ut fastigheten från Nordea och 2009 överläts fastigheten till Cristina Romell Investment AB. Anläggningen har efter Romells övertagande fungerat som en reguljär restaurang-, hotell- och konferensanläggning, öppen för både privatpersoner och konferensgäster. Villa Söderås är numera stängd för allmänheten.
Åren 1982-1983 genomfördes en totalrenovering av inredningen i villan även inkluderat nya specialdesignade möbler, armaturer och en tillbyggnad av verandan med hjälp av Cristinas make, arkitekten Ants Rets (d. 1997).

## Bildgalleri

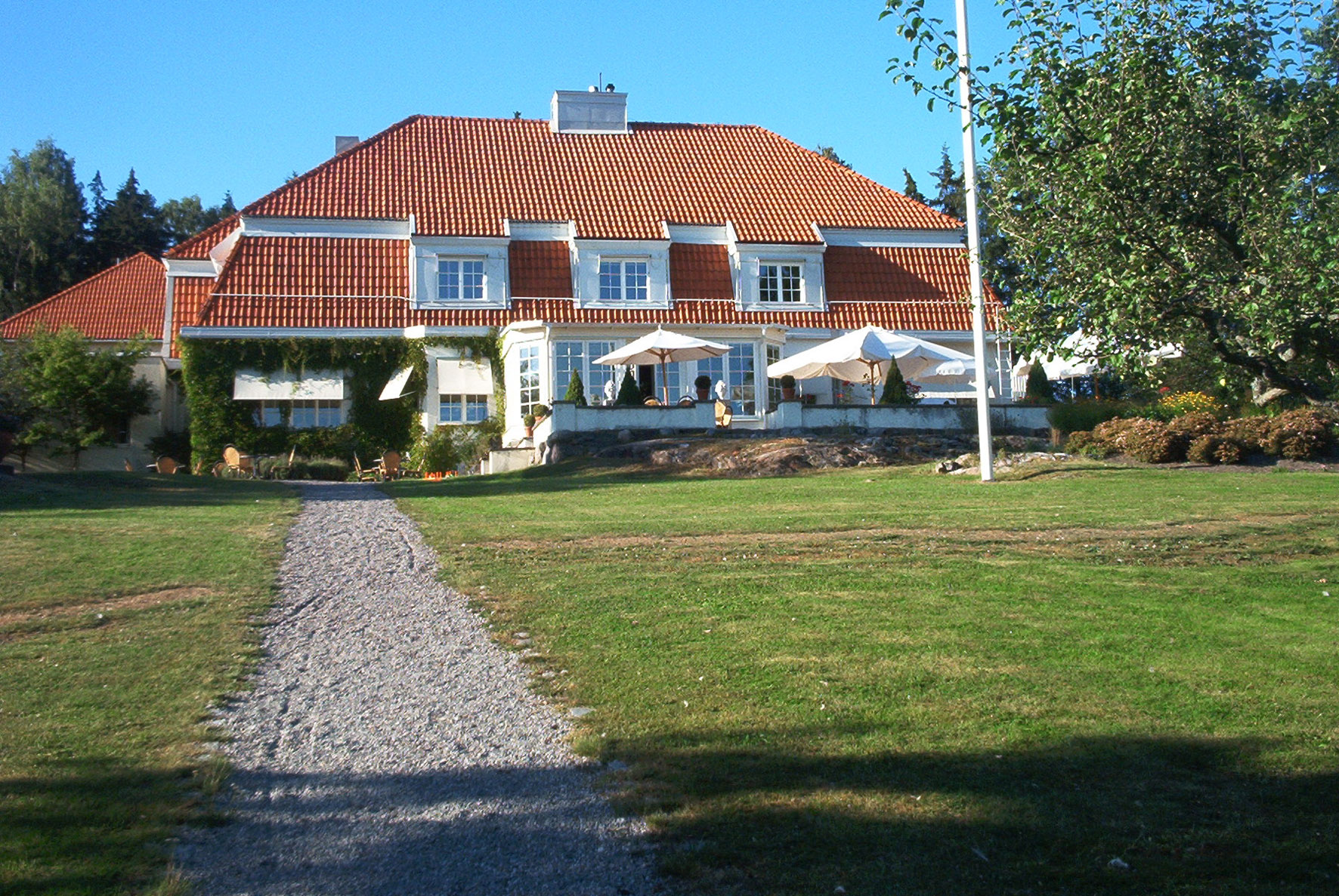
Villa Söderås, vy från stranden.
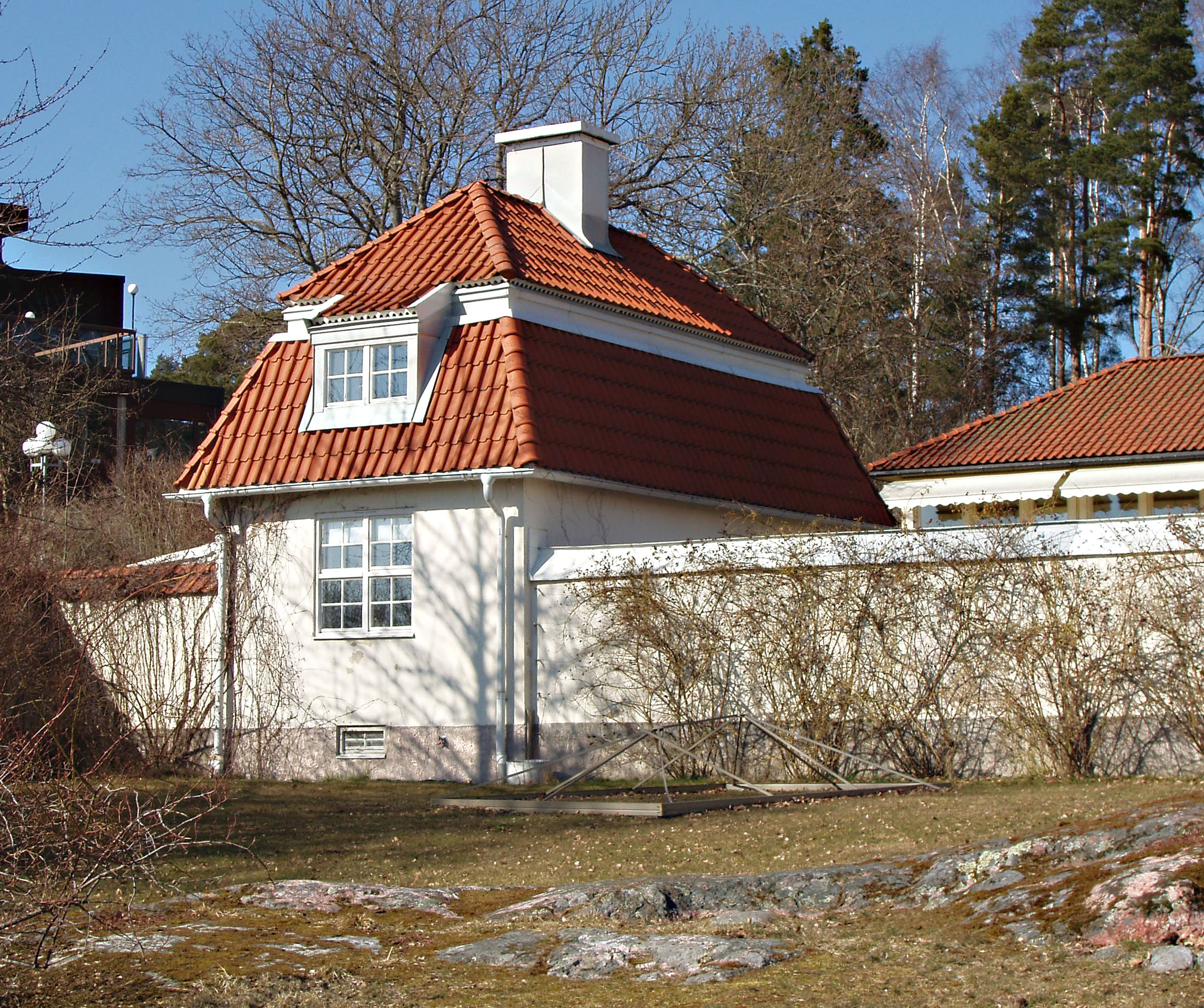
Flygelbyggnad till Villa Söderås.
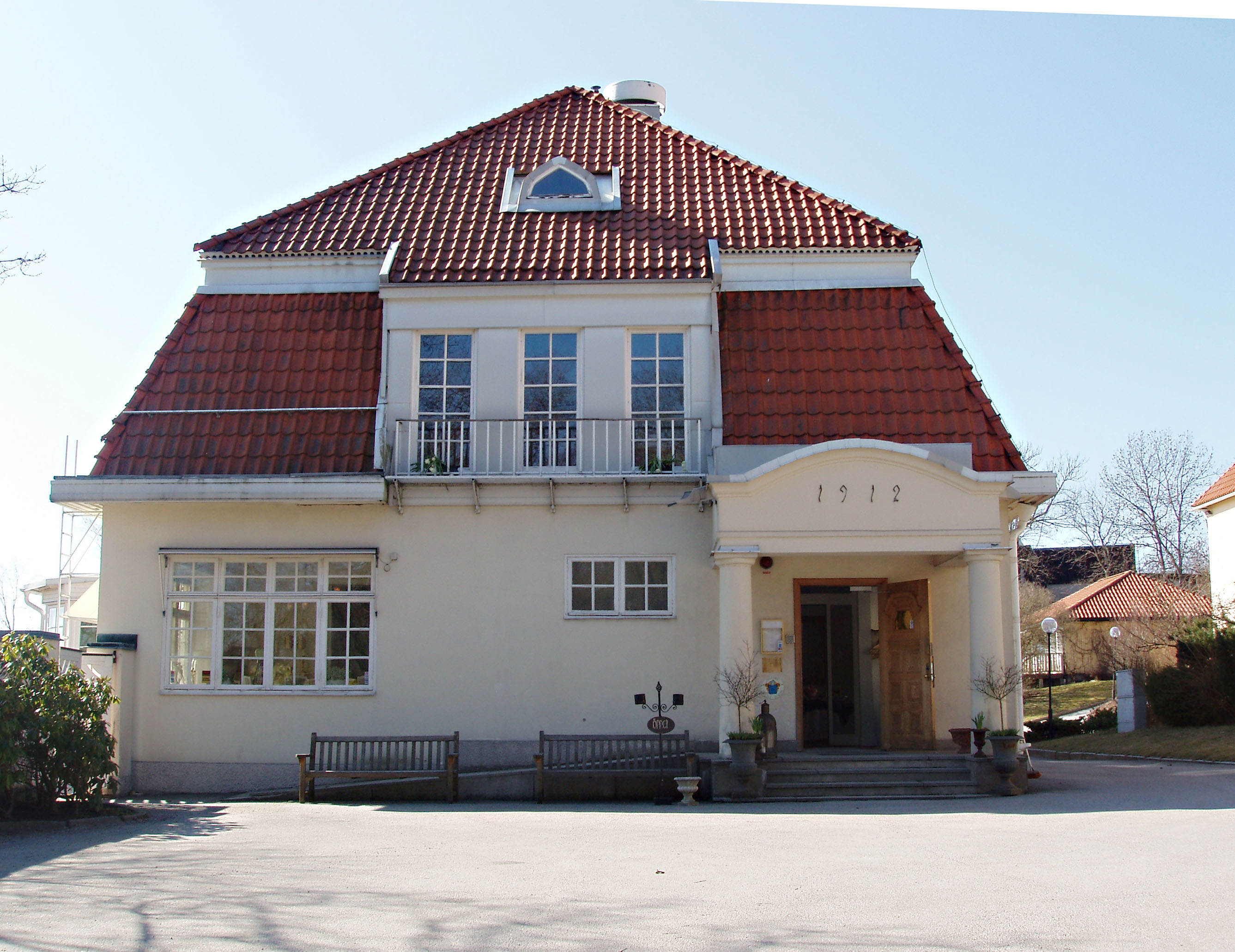
Gavel mot öster.
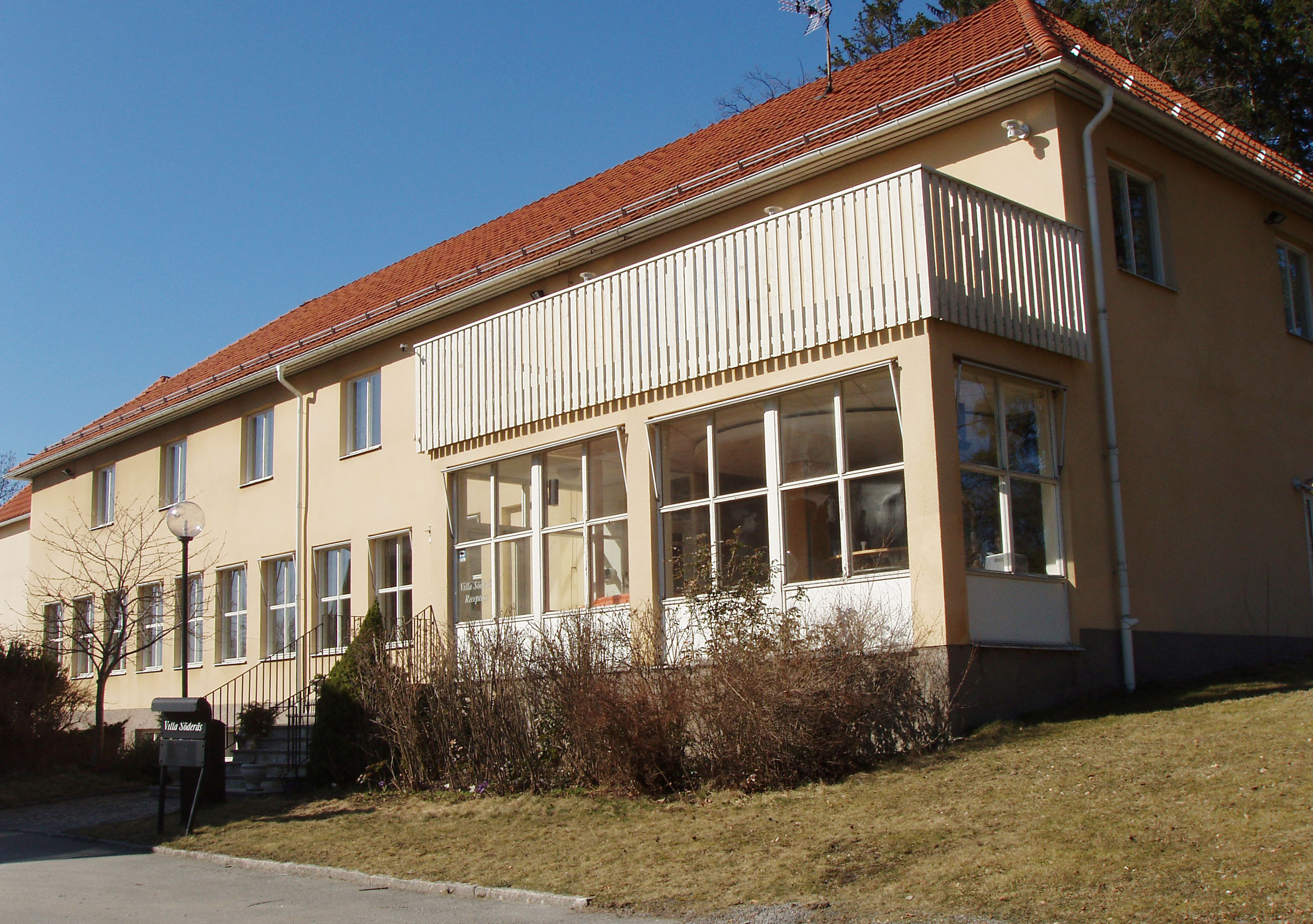
Hotellbyggnaden bakom Villa Söderås, uppförd 1977.
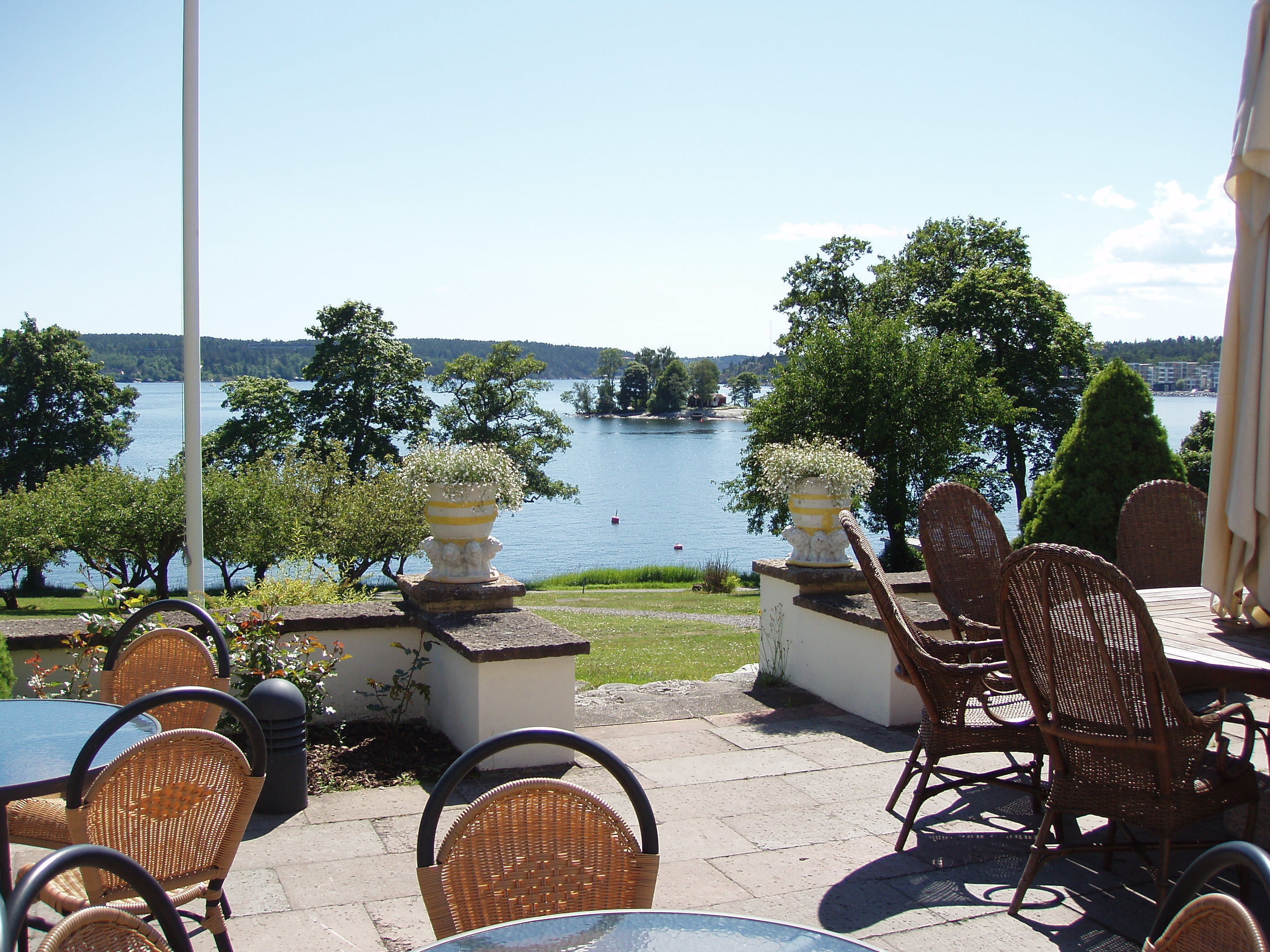
Utsikt från terrassen mot Hustegafjärden och Svanholmen.
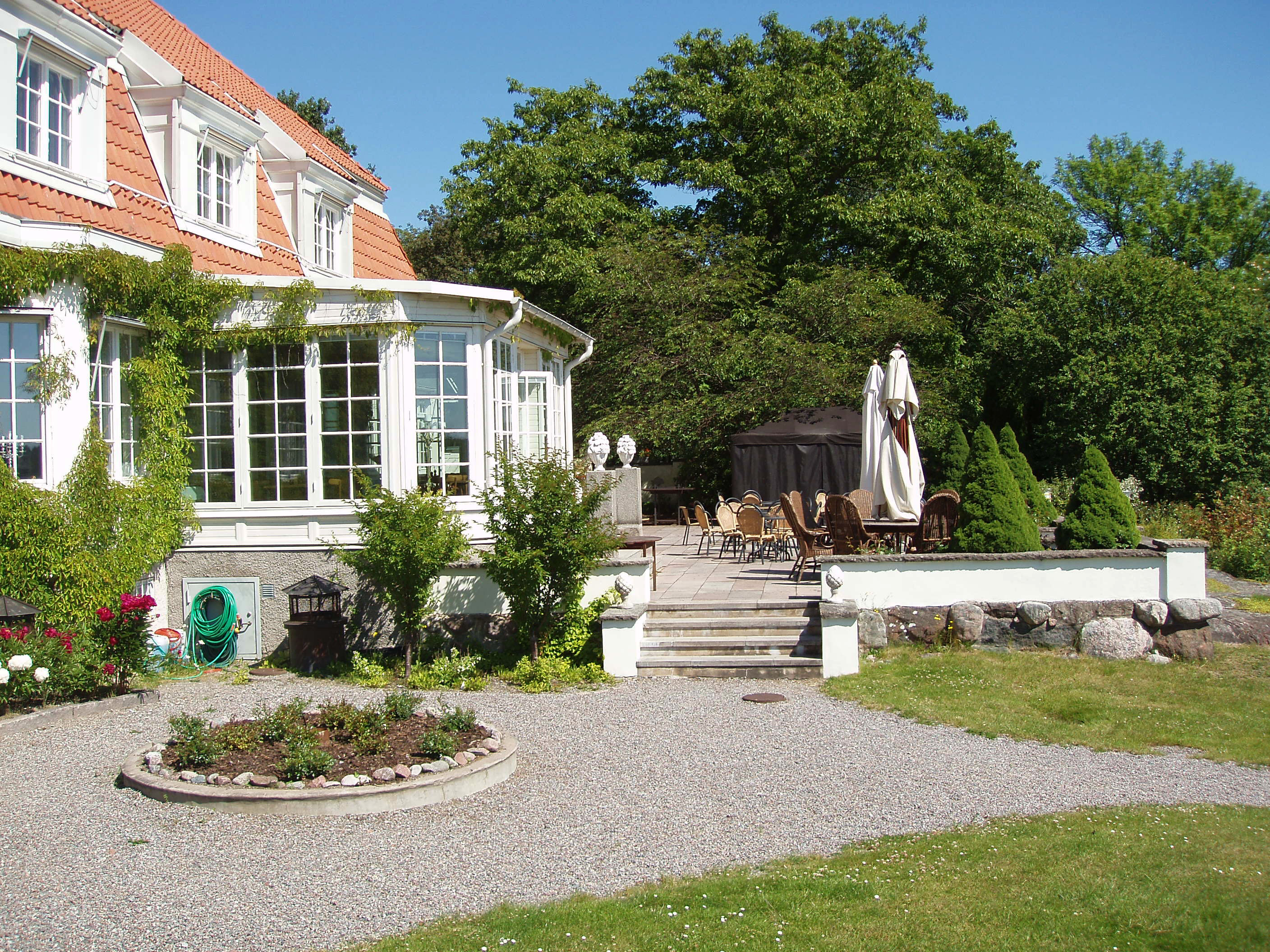
Uteterrassen mot söderläge.
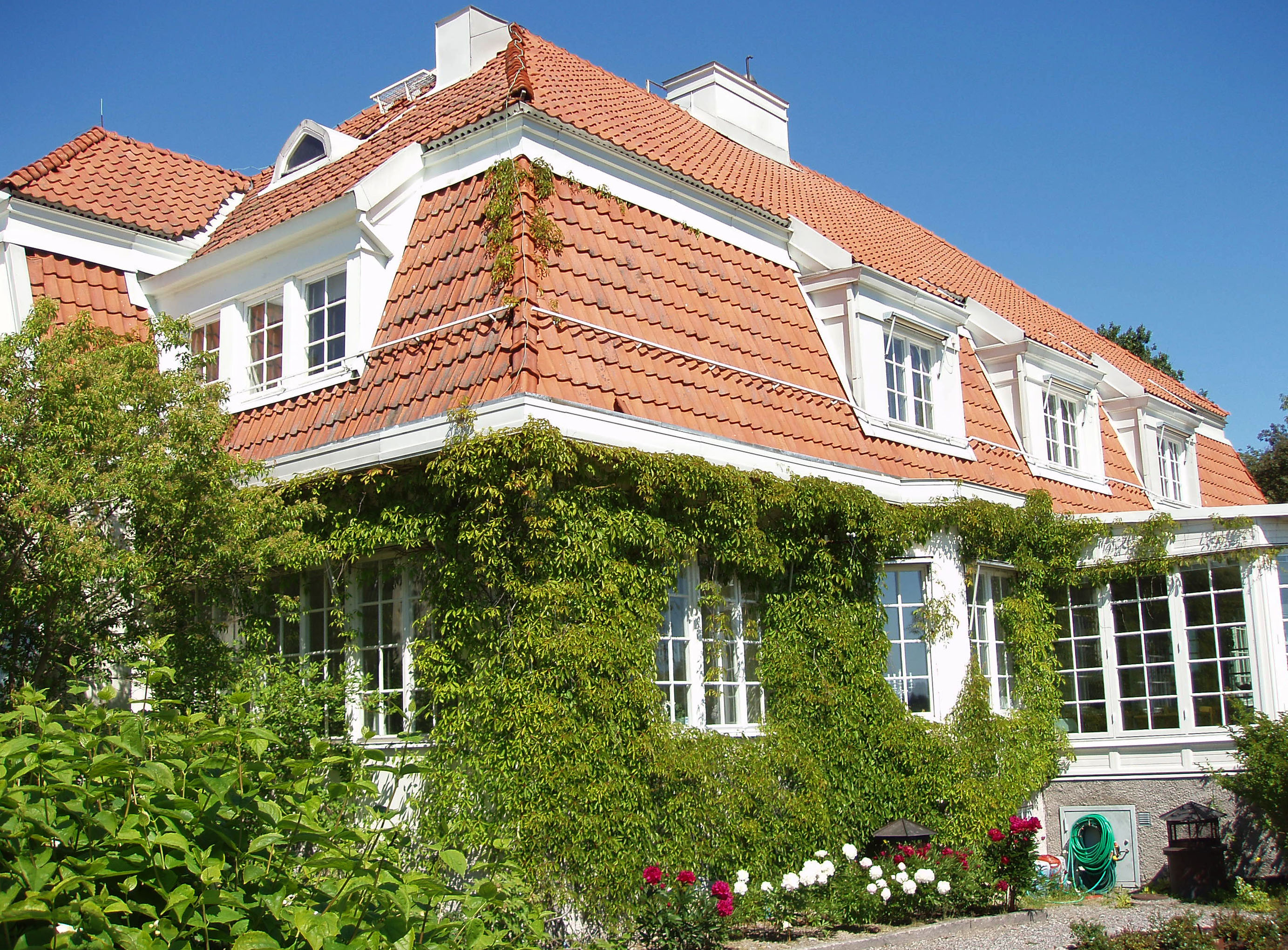
Fasaden med Vildvin.
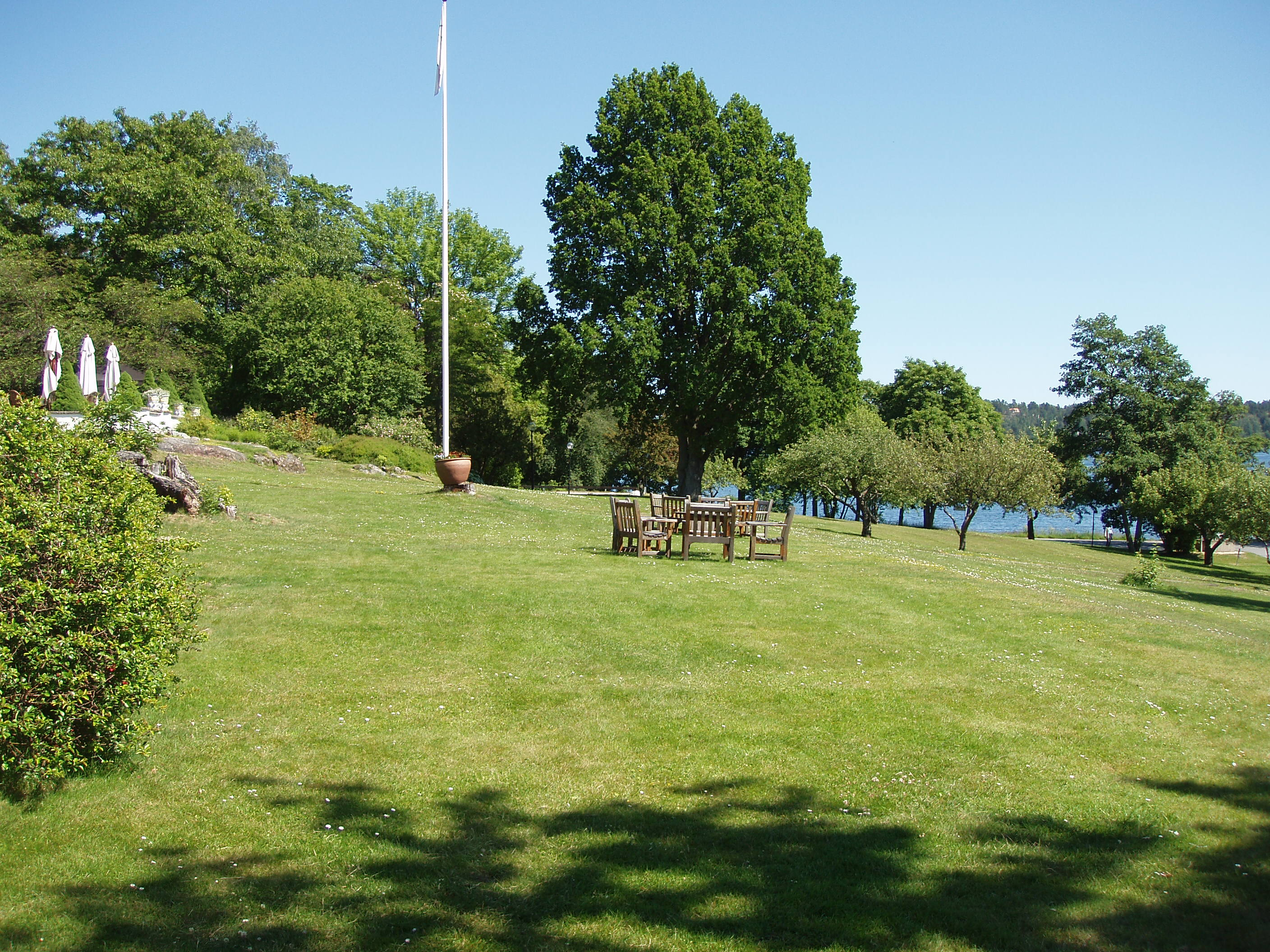
Parken ner mot Hustegafjärden.

### Fotnoter
1. ↑  ”Villa Söderås - Villa Söderås”. Villa Söderås. Arkiverad från originalet den 11 september 2017. https://web.archive.org/web/20170911170348/http://villasoderas.se/. Läst 16 maj 2017.
2. ↑  https://www.di.se/nyheter/nytt-forsok-att-salja-lyxvilla-pa-lidingo-prislapp-380-miljoner/
3. ↑  Konsthistorikern Carl Gustaf Laurin (1868-1940) var Carl L. Laurins brorson.
4. ↑  Harald Falkman var son till ägaren 1888 av Södergarns fastighetsområde på Lidingö, grosshandlaren Carl Fredrik Falkman.
5. ↑  Arkitekt Ants Rets har inrett och designat uppmärksammade objekt som Hotel Europa i St Petersburg, Castel Hotel och restaurang Riche i Stockholm. År 1986 fick hans hylla/bord ”Retant” Svensk Forms utmärkelse för bästa möbeldesign.